# Туманов Олександр Георгійович
Олександр Георгійович Туманов (11 січня 1912, Гейчай, тепер Азербайджан — 29 листопада 1984, Київ) — ініціатор створення і керівник виробничого управління «Укргазпром», Герой Соціалістичної Праці (2.03.1981).

## Біографія
Народився в 1912 році в місті Гейчаї (Азербайджан). Після закінчення Азербайджанського індустріального інституту в 1941 році, під час радянсько-німецької війни і в повоєнні роки працював у тресті «Сахаліннафта». В 1950 році закінчив Академію нафтової промисловості, після чого близько року працював в апараті Міністерства нафтової промисловості СРСР.
У 1951—1957 роках — головний інженер об'єднання «Укргаз» (Львів), якому в той час була підпорядкована практично вся газовидобувна промисловість України. 3 1957 року очолив Управління нафтової, газової і хімічної промисловості Харківського раднаргоспу, головним завданням якого було облаштування та нарощування темпів видобутку газу на Шебелинському газоконденсатному родовищі.
З вересня 1960 року призначений начальником Управління нафтової і газової промисловості Укрраднаргоспу (Київ), де працював до 1965 року. Це були роки інтенсивного освоєння нових газових родовищ у Прикарпатті й насамперед — освоєння нового регіону видобутку газу й нафти на сході України (Дніпровсько-Донецька западина).
У червні 1966 року в Києві з ініціативи О. Г. Туманова було створено Управління газової промисловості при РМ УРСР (потім —спеціалізоване виробниче управління (об'єднання) «Укргазпром»), яке він очолював більше двох десятків років — практично до останніх днів свого життя.

Могила Олександра Туманова

Помер у 1984 році. Похований в Києві на Байковому кладовищі.

## Нагороди
- Герой Соціалістичної Праці (2.03.1981)
- два ордени Леніна (2.03.1981)
- орден Жовтневої Революції
- орден Трудового Червоного Прапора
- орден «Знак Пошани»
- медалі